# 巴扎尔内卡拉布拉克
巴扎尔内卡拉布拉克（羅馬化：Bazarnyy Karabulak）是俄罗斯萨拉托夫州的市级镇、该州巴扎尔内卡拉布拉克区行政中心及规模最大聚居地。地处萨拉托夫州北部，位于伏尔加河流域捷列什卡河一支流卡拉布拉克河畔，在州府萨拉托夫东北方。
该镇历史可追溯至1692年。其名称则取自流经当地的卡拉布拉克河，在鞑靼语中意为“黑色溪流”。1939年设市级镇（工人村）。该地2022年人口有9,104人；2010年人口9,846；2002年人口10,467；1989年人口10,320。